# Élections législatives norvégiennes de 1957
Les élections législatives norvégiennes de 1957 (Stortingsvalet 1957, en norvégien) se sont tenues le 7 octobre 1957, afin d'élire les cent cinquante députés du Storting pour un mandat de quatre ans.

## Résultats
Le Parti travailliste conserve la majorité absolue qu'il a obtenu aux élections d'après-guerre.
| Partis                   | Nombre de votes | %      | Nombre de sièges | +/- |
| ------------------------ | --------------- | ------ | ---------------- | --- |
| Parti travailliste       | 865 675         | 48,3 % | 78               | + 1 |
| Parti conservateur       | 301 395         | 16,8 % | 29               | + 2 |
| Parti populaire chrétien | 183 243         | 10,2 % | 12               | - 2 |
| Parti libéral            | 171 407         | 9,6 %  | 15               | 0   |
| Parti du centre          | 154 761         | 8,6 %  | 15               | + 1 |
| Parti communiste         | 60 060          | 3,4 %  | 1                | - 2 |
| Centre - Conservateurs   | 45 476          | 2,5 %  | _                | _   |
| Libéraux - Conservateurs | 5 884           | 0,3 %  | _                | -   |
| Autres                   | 3 209           | 0,2 %  | _                | _   |
| Total                    | 1 800 155       | 100 %  | 150              | 0   |